# Liste der Biografien/Soa
Liste der Biografien |
Portal Biografien |
Personensuche
# |
A |
B |
C |
D |
E |
F |
G |
H |
I |
J |
K |
L |
M |
N |
O |
P |
Q |
R |
S |
T |
U |
V |
W |
X |
Y |
Z |
?
 
Sa |
Sb |
Sc |
Sd |
Se |
Sf |
Sg |
Sh |
Si |
Sj |
Sk |
Sl |
Sm |
Sn |
So |
Sp |
Sq |
Sr |
Ss |
St |
Su |
Sv |
Sw |
Sy |
Sz
 
Soa |
Sob |
Soc |
Sod |
Soe |
Sof |
Sog |
Soh |
Soi |
Soj |
Sok |
Sol |
Som |
Son |
Soo |
Sop |
Sor |
Sos |
Sot |
Sou |
Sov |
Sow |
Sox |
Soy |
Soz
Die Liste der Biografien führt alle Personen auf, die in der deutschsprachigen Wikipedia einen Artikel haben. Dieses ist eine Teilliste mit 104 Einträgen von Personen, deren Namen mit den Buchstaben „Soa“ beginnt.

## Soa

### Soab
- Soaba, Russell (* 1950), papua-neuguineischer Schriftsteller
- Soabi, Hanin (* 1969), israelische Politikerin

### Soad
- Soadu, Karawanenführer

### Soai
- Soai, Kensō (* 1950), japanischer Chemiker

### Soak
- Soak (* 1996), nordirische Singer-Songwriterin

### Soam
- Soames, Christopher (1920–1987), britischer Politiker
- Soames, Mary (1922–2014), britische Autorin, Tochter von Sir Winston Churchill
- Soames, Nicholas (* 1948), britischer Politiker
- Soames, Scott (* 1945), US-amerikanischer Philosoph und Hochschullehrer
- Sōami (1460–1525), japanischer Maler

### Soan
- Soane, John (1753–1837), britischer Architekt und Professor der Royal Academy
- Soanen, Jean (1647–1740), französischer Bischof, Jansenist
- Soans, Anton (1885–1966), estnischer Architekt

### Soap
- Soap&Skin (* 1990), österreichische Musikerin, Sängerin und SchauspielerinSoap&Skin (* 1990)

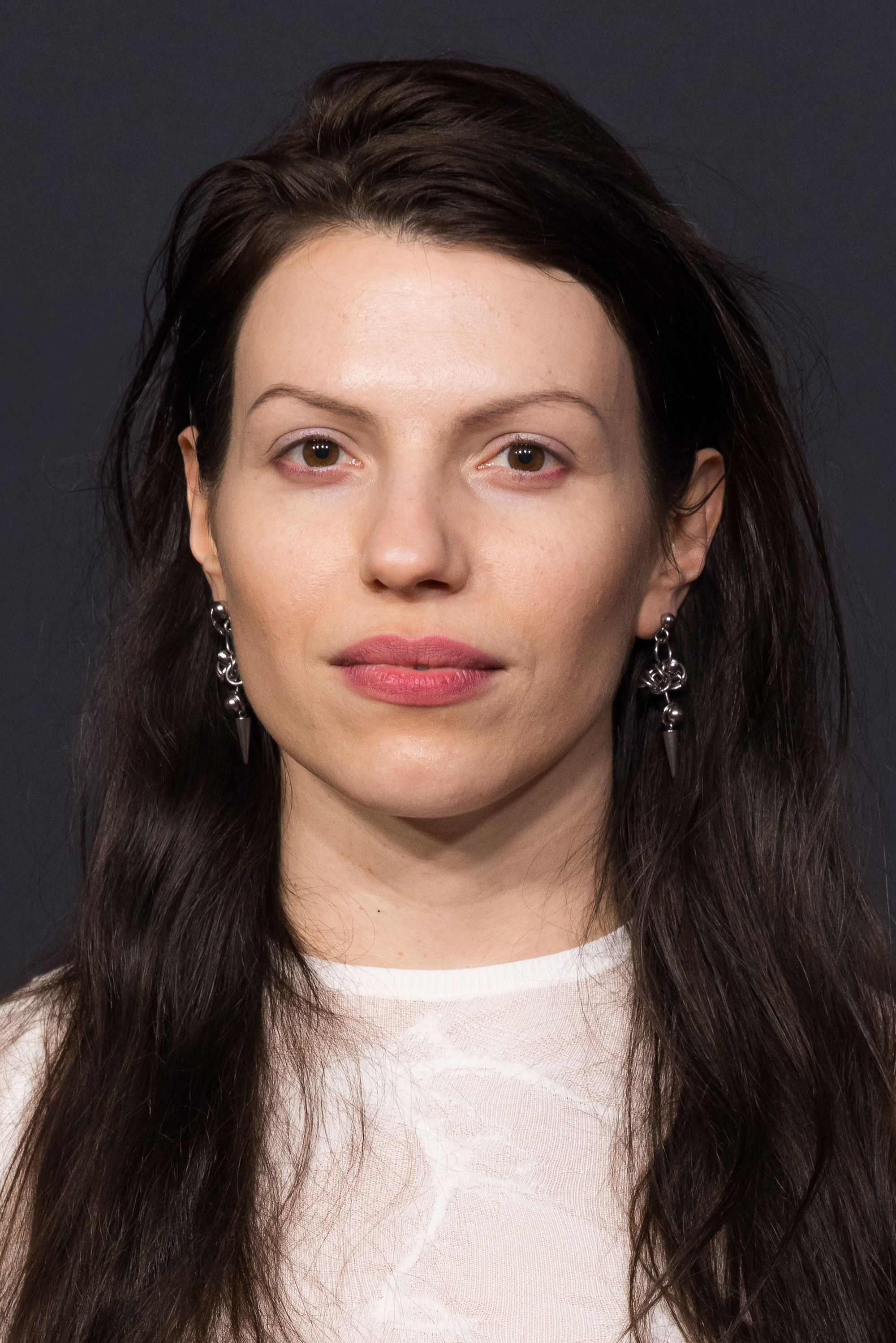
Soap&Skin (* 1990)

### Soar
- Soar, Charles David (1853–1939), britischer Zoologe
- Soar, Hannah (* 1999), US-amerikanische Freestyle-Skisportlerin
- Soar, Redik (1882–1946), estnischer Schriftsteller und Journalist
- Soare, Nicolae (* 1991), rumänischer Leichtathlet
- Soare, Robert (* 1940), US-amerikanischer Mathematiker
- Soares da Veiga, João Vicente (* 1769), portugiesischer Gouverneur von Portugiesisch-Timor
- Soares de Carvalho, Nathan Júnior (* 1989), brasilianischer Fußballspieler
- Soares dos Reis, António (1847–1889), portugiesischer Bildhauer
- Soares dos Reis, Manuel (1910–1990), portugiesischer Fußballtorhüter
- Soares Eggres, Valdomiro (* 1988), brasilianischer Fußballspieler
- Soares Mendonça, Kassiano (* 1995), brasilianischer Fußballspieler
- Soares Paz, Jucinara Thais (* 1993), brasilianische Fußballspielerin
- Soares Rodrigues, Odacir (1938–2019), brasilianischer Politiker, Jurist und Journalist
- Soares, Adérito de Jesus, osttimoresischer Politiker
- Soares, Ana Isabel (* 1966), osttimoresische Politikerin
- Soares, Antonio Pinto (1780–1865), costa-ricanischer Präsident
- Soares, Aquiles Freitas, osttimoresischer Freiheitskämpfer
- Soares, Armando Zeferino (1920–2007), kap-verdischer Dichter
- Soares, Augusto Ramos (* 1986), osttimoresischer Marathon- und Mittelstreckenläufer und Olympiateilnehmer
- Soares, Bruno (* 1982), brasilianischer Tennisspieler
- Soares, Bruno Gabriel (* 1988), brasilianischer Fußballspieler
- Soares, Carlos Eduardo (* 1979), brasilianischer Fußballspieler
- Soares, Cédric (* 1991), deutsch-portugiesischer Fußballspieler
- Soares, Danilo (* 1991), brasilianischer FußballspielerDanilo Soares (* 1991)

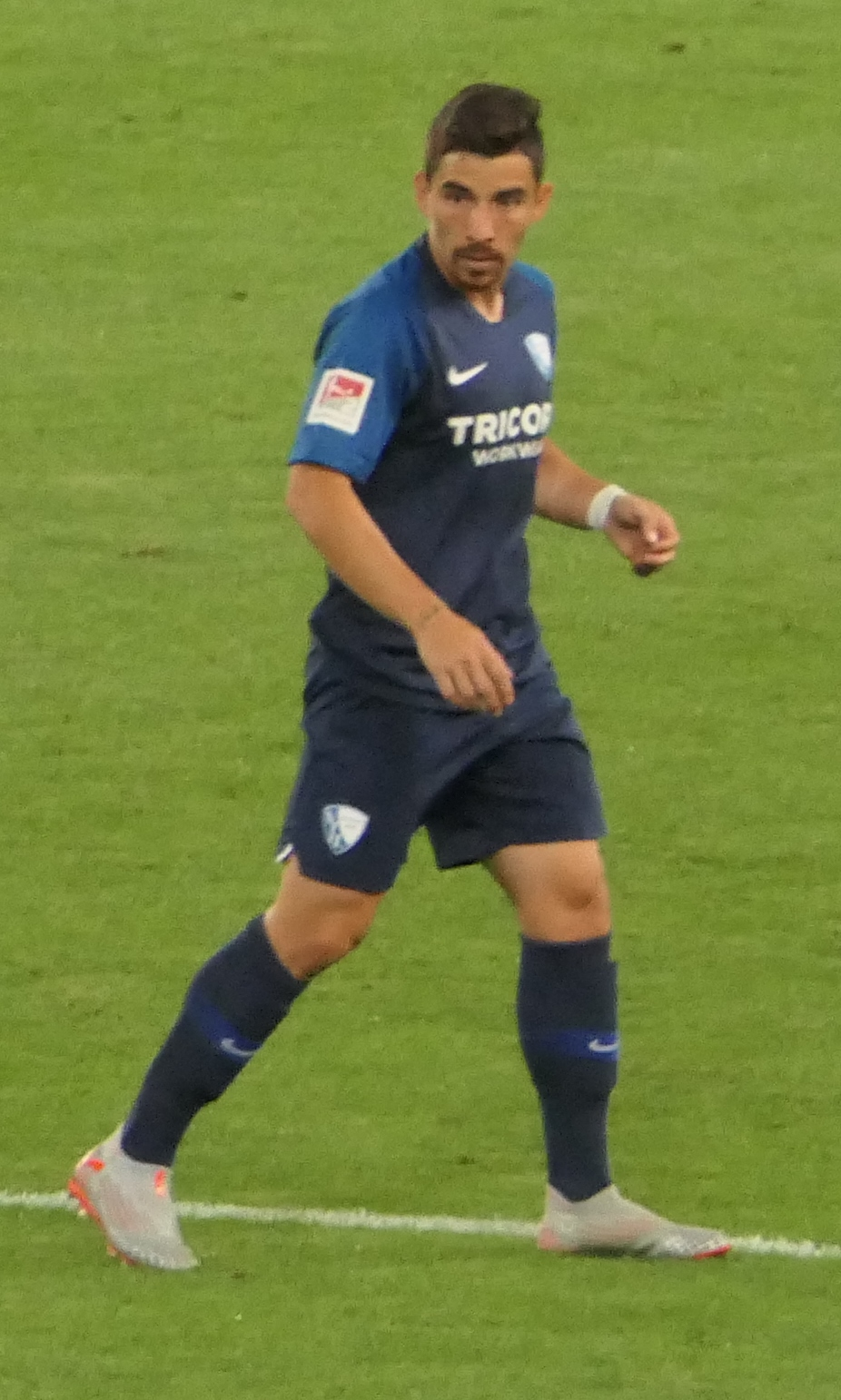
Danilo Soares (* 1991)

- Soares, David Motta (* 1997), brasilianischer Balletttänzer
- Soares, Diogo, portugiesischer Söldner, Seefahrer, Entdecker und Pirat
- Soares, Domingos (* 1972), osttimoresischer Verwaltungsbeamte
- Soares, Domingos da Costa, osttimoresischer Offizier der Verteidigungskräfte
- Soares, Domingos da Silva (1952–2025), osttimoresischer Geistlicher
- Soares, Domingos de Freitas, Herrscher von Vemasse
- Soares, Domingos Maria das Dores, osttimoresisch-indonesischer Politiker
- Soares, Duarte Tilman (* 1974), osttimoresischer Jurist
- Soares, Dulce (* 1967), osttimoresische Politikerin
- Soares, Elza (1930–2022), brasilianische Samba-Sängerin
- Soares, Filipe (* 1999), portugiesischer Fußballspieler
- Soares, Filomeno (* 1991), osttimoresischer Paralympiateilnehmer
- Soares, Francisco Carlos, osttimoresischer Politiker
- Soares, Francisco da Costa, osttimoresischer Politiker
- Soares, Gabriel (* 1971), osttimoresischer Politiker
- Soares, Gabriel (* 1997), italienischer Ruderer
- Soares, Geraldo Freire (* 1967), brasilianischer Ordensgeistlicher, römisch-katholischer Bischof von Iguatu
- Soares, Guido Diamantino, osttimoresischer Politiker und Freiheitskämpfer
- Soares, Hiziel de Souza (* 1985), brasilianischer Fußballspieler
- Soares, Hugo Alexandre Lopes (* 1983), portugiesischer Rechtsanwalt und Politiker
- Soares, Idílio José (1887–1969), brasilianischer Geistlicher, römisch-katholischer Bischof von Santos
- Soares, Isabel (* 1983), portugiesische Sängerin
- Soares, Ivone (* 1979), mosambikanische Politikerin (RENAMO) und Journalistin
- Soares, Izilda Pereira (* 1958), osttimoresische Politikerin
- Soares, Januário, osttimoresischer Politiker und Beamter
- Soares, Jô (1938–2022), brasilianischer Autor, Schauspieler, Fernsehmoderator, Dramaturg und Theaterregisseur
- Soares, João (* 1949), portugiesischer Politiker (PS), MdEP
- Soares, João Anselmo de Almeida, portugiesischer Gouverneur von Portugiesisch-Timor
- Soares, Joaquim Barros (* 1960), osttimoresischer Politiker
- Soares, Joazhifel (* 1991), são-toméischer Fußballspieler
- Soares, José, osttimoresischer Politiker
- Soares, José Abílio Osório (1947–2007), osttimoresischer Politiker, letzter indonesischer Gouverneur von Osttimor
- Soares, José da Costa (* 1960), osttimoresischer Freiheitskämpfer und Offizier der Verteidigungskräfte
- Soares, José Estevão (* 1955), osttimoresischer Pro-Integrationsaktivist und Beamter
- Soares, José Fernando Osório (* 1937), osttimoresischer Politiker
- Soares, José Martinho dos Santos, osttimoresischer Beamter
- Soares, José Pacheco (* 1970), osttimoresischer Politiker
- Soares, Josefa Álvares Pereira (* 1953), osttimoresische Politikerin
- Soares, Josh (* 1982), italo-kanadischer Eishockeyspieler
- Soares, Lílis, brasilianische Kamerafrau
- Soares, Lota de Macedo (1910–1967), brasilianische Architektin
- Soares, Luiz Eduardo (* 1954), brasilianischer Politologe, Schriftsteller und Politiker
- Soares, Marcos (* 1961), brasilianischer Segler
- Soares, Mário (1924–2017), portugiesischer Politiker, MdEPMário Soares (1924–2017)

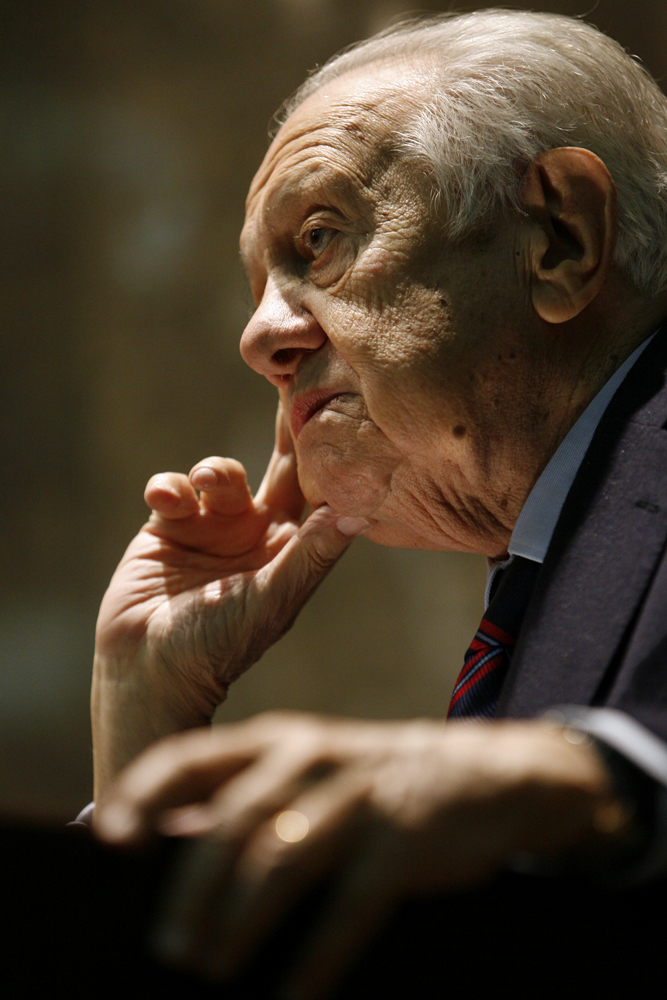
Mário Soares (1924–2017)

- Soares, Mariquita (* 1974), osttimoresische Politikerin
- Soares, Miguel, osttimoresischer Politiker
- Soares, Murah (* 1962), brasilianischer Tänzer und Choreograph
- Soares, Núbia (* 1996), brasilianische Leichtathletin
- Soares, Paulo (* 1976), portugiesischer Fußballschiedsrichterassistent
- Soares, Pedro (* 1974), portugiesischer Judoka
- Soares, Pedro Mota (* 1974), portugiesischer Jurist und Politiker
- Soares, Roberto, osttimoresischer Diplomat und Politiker
- Soares, Roberto Belo Amaral (* 2002), osttimoresischer Leichtathlet
- Soares, Rui (* 1993), portugiesischer Squashspieler
- Soares, Sabino (1975–2021), osttimoresischer Politiker
- Soares, Salvador Ximenes, osttimoresisch-indonesischer Politiker
- Soares, Sérgio (* 1967), brasilianischer Fußballspieler und -trainer
- Soares, Tiquinho (* 1991), brasilianischer Fußballspieler
- Soares, Tom (* 1986), englischer Fußballspieler
- Soares, Tomás da Costa († 1929), Herrscher von Vemasse und Baucau
- Soares, Vinícius Silva (* 1989), brasilianischer Fußballspieler
- Soares, Vítor da Conceição, osttimoresischer Hochschullehrer und Politiker
- Soares, Ze (* 1983), brasilianischer Fußballspieler
- Soars, J. P. (* 1969), US-amerikanischer Blues-Gitarrist, -Sänger und Bandleader (JP Soars & The Red Hots)

### Soav
- Șoavă, Florin (* 1978), rumänischer Fußballspieler
- Soavi, Michele (* 1957), italienischer Drehbuchautor, Filmregisseur und SchauspielerMichele Soavi (* 1957)

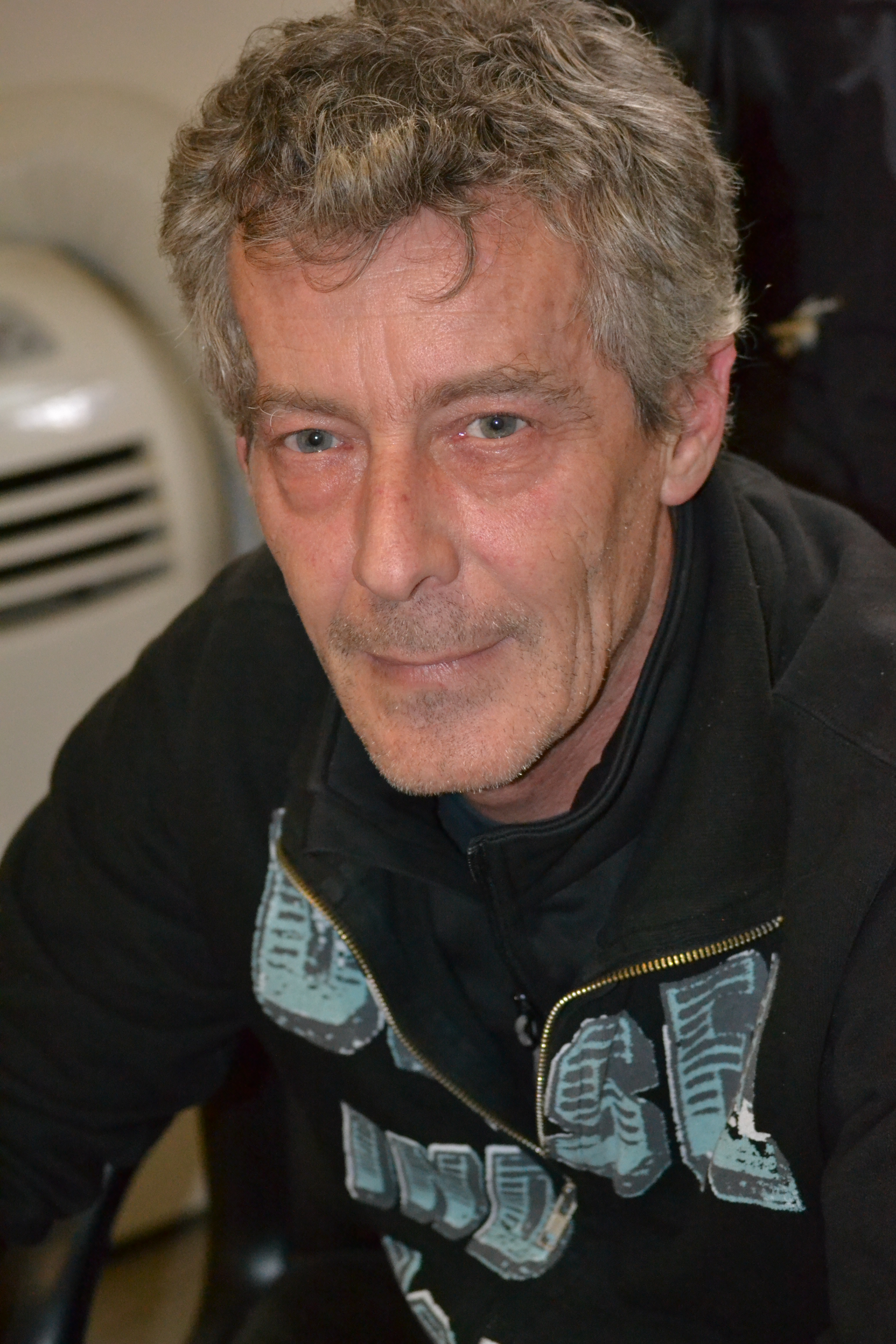
Michele Soavi (* 1957)